# First Time (singel Sunblocka)
"First Time" – singel Sunblocka wykonany wspólnie z Robin Beck. Singel został wydany przez Manifesto, Stockholm Records oraz Universal Music w 2006 roku. W teledysku do utworu wzięła udział Aylar Lie.

## Lista utworów
Źródło: Discogs
- CD Singel, CD Maxi (15 maja 2006)

1. "First Time" (Radio Edit)  – 2:43
2. "First Time" (Extended Mix) – 5:47
3. "Main Funktion" – 5:04

- Vinyl, 12", Picture Disc (Maj 2006)

1. "First Time" (Disco Darlings Remix)
2. "First Time" (Extended Version)
3. "First Time" (Bimbo Jones Full On Coke Remix)

- Vinyl, 12", White Label (Maj 2006)

1. "First Time" (Disco Darlings Remix)
2. "First Time" (Extended Version)
3. "First Time" (Bimbo Jones Full On Coke Remix)

- CD, Maxi (5 kwietnia 2006)

1. "First Time" (Jupiter Ace Remix) – 6:32
2. "First Time" (Disco Darlings Remix) – 7:02
3. "First Time" (DJ DLG Hudge Dub Remix) – 8:21
4. "First Time" (Dallas Superstars Remix) – 6:29
5. "First Time (Bimbo Jones Full On Coke Remix) – 8:09

- CD, Maxi-Single (2006)

1. "First Time" (Radio Version) – 2:40
2. "First Time" (Extended Version) – 5:44
3. "First Time" (J-Reverse vs. Black Legend Remix) – 7:54
4. "Main Funktion" – 5:02

- CD Singel (2006)

1. "First Time" (Radio Edit) – 2:43
2. "Main Funktion" – 5:04

- CDr, Promo (Marzec 2006)

1. "First Time" (Radio Edit) – 2:41
2. "First Time" (Extended Mix) – 5:45
3. "First Time" (Disco Darlings Remix) – 7:02
4. "First Time" (Jupiter Ace Remix) – 6:32
5. "First Time" (Dallas Superstars Remix) – 6:29
6. "First Time" (Bimbo Jones Full Vocal Mix) – 8:09
7. "First Time" (Bimbo Jones Dub) – 8:10
8. "First Time" (DJ DLG Remix) – 8:21
9. "Main Funktion"  – 5:03
10. "First Time" (J Reverse Remix) – 7:56
11. "First Time" (Echoknocks Remix) – 4:52

- CDr, Promo (2006)

1. "First Time" (Radio Version) – 2:40
2. "First Time" (Extended Version) – 5:44
3. "First Time" (Disco Darlings Remix) – 7:10
4. "First Time" (Jupiter Ace Remix) – 6:31
5. "First Time" (Bimbo Jones Full On Coke Remix) – 8:08
6. "First Time" (Bimbo Jones Coke Dub) – 8:21
7. "First Time" (J-Reverse vs. Black Legend Remix) – 7:55
8. "First Time" (DJ DLG Huge Dub Remix) – 8:21
9. "First Time" (Dallas Superstars Remix) – 8:30
10. "First Time" (Echonocks 99 Remix) – 4:52
11. "Main Funktion" – 5:02

- CDr, Promo (2006)

1. "First Time" (Radio Version)  – 2:40
2. "First Time" (Extended Version)  – 5:44

- DVD Singel (15 maja 2006)

1. "First Time" (Video) – 2:49
2. "I'll Be Ready" (Video) – 2:51
3. "First Time" (Bonus Explicit Version) – 1:59

- CDr, Promo

1. "First Time" (Radio Edit) – 2:40
2. "First Time" (Extended Mix) – 5:44
3. "First Time" (Disco Darlings Remix) – 7:10
4. "First Time" (Jupiter Ace Remix) – 6:31
5. "First Time" (Bimbo Jones Full On Coke Remix) – 8:08
6. "First Time" (Bimbo Jones Coke Dub) 	8:21
7. "First Time" (J Reverse Vs. Black Legend Remix) – 7:55
8. "First Time" (DJ DLG Huge Dub Remix) 	8:21
9. "First Time" (Dallas Superstars Remix) – 6:30
10. "First Time" (Echoknocks Remix) – 4:52
11. "Main Funtion" – 5:02

## Notowania na listach przebojów
| Kraj      | Lista (2006/2007) | Najwyższa pozycja |
| --------- | ----------------- | ----------------- |
| Finlandia | Top 20 Singles    | 6                 |
| Szwecja   | Top 60 Singles    | 32                |
| Holandia  | Single Top 100    | 48                |